# Spjutvial
Spjutvial (Lathyrus aphaca) är en ört i familjen ärtväxter. Förekommer i Europa till centrala och sydvästra Asien, Pakistan, Indien och Nordafrika. Påträffas också i södra Sverige. Ofta odlad.
Ettårig, klättrande eller klängande, kal ört. Stjälk kantig, men saknar vingkanter. Bladen är tillbakabildade till ett klänge. Stipler bladlika, 5–30 mm långa, brett äggrunda, spjutlika. Blomställning med 1-2 blommor i klase, i bladvecken. Krona ca 1 cm lång, blekt till klart gul. Frukten är en balja, 18–35 cm lång, 4–6 mm bred, kal, med 4-6 frön. Blommar i juli till september.
Artepitetet aphaca är ett gammalt grekiskt växtnamn. Det är dock osäkert om det rörde sig om just spjutvial.

## Synonymer
- Aphaca marmorata Alef., 1861
- Aphaca pseudophaca Alef., 1861
- Aphaca vulgaris Presl., 1837
- Lathyrus affinis Guss., 1844
- Lathyrus aphaca proles affinis (Guss.) Rouy, 1899
- Lathyrus aphaca subsp. cyprius Chrtek & B.Slavík, 2000
- Lathyrus aphaca var. affinis (Guss.) Arcangeli, 1882
- Lathyrus aphaca var. biflorus Post
- Lathyrus aphaca var. floribundus (Velen.) K. Malý
- Lathyrus aphaca var. grandiflorus Heldr., 1877
- Lathyrus aphaca var. modestus P.H. Davis
- Lathyrus aphaca var. pseudoaphaca (Boiss.) P.H. Davis
- Lathyrus aphaca var. stipularis Rouy, 1899
- Lathyrus aphyllus S.F. Gray, 1821 nom. illeg.
- Lathyrus filipetiolatus St-Lager, 1880 nom. illeg.
- Lathyrus floribundus Velen., 1891
- Lathyrus polyanthus Boiss. & Blanche, 1872
- Lathyrus pseudoaphaca Boiss., 1843
- Lathyrus segetum Lam., 1779 nom. illeg.
- Orobus aphaca (L.) Döll, 1862
- Pisum aphaca (L.) Brot., 1805